# 吉井ユウ
吉井 ユウ（よしい ゆう、11月1日 - ）は、日本の漫画家。
「これが私の生きる道」で第16回BFまんが新人大賞佳作を受賞し、別冊フレンドにてデビュー。ケータイ小説の漫画化作品が多い。
株式会社アムタスの提供する電子コミック配信サービス「めちゃコミック（めちゃコミ）」の2020年の年間ランキングで『青島くんはいじわる』が年間1位を獲得。

## 作品リスト
- レンアイ色素（2001年、全1巻）
- 3年目のキス（2002年、全1巻）
- もっと愛しあいましょ（2002年 - 2003年、全2巻）
- オンナノキモチ（2003年、全1巻）
- Deep Love アユの物語（2004年、全2巻、原作：Yoshi）
- Deep Love ホスト（2005年、全2巻、原作：Yoshi）
- Deep Love レイナの運命（2006年、全1巻、原作：Yoshi）
- レディー・ゴー!（2007年、全2巻）
- みずたま（2008年、全1巻、原作：Chaco）
- GOLD（2009年、全1巻、原作：Chaco）
- 青島くんはいじわる（2020年 - 2021年、全3巻、『めちゃコミック』2019年12月6日 - 2021年6月1日）
- おいしい香りは君から（『姉フレンド』74号[2] - 97号[3]、既刊3巻）※単行本は電子書籍限定刊行[4]

### アンソロジー
- ヴァージンズ 最強の純愛（2001年、「夏のうた」収録）
- 幸せすぎる涙（2004年）
- この恋を忘れない。（2005年、「レディー・ゴー!」収録）
- 泣きたいほど好きな人。（2007年、「レディー・ゴー!」収録）
- ゆれるオモイ（2008年、「レディー・ゴー!」収録）
- 原色ツンデレ男子。俺様クール（2009年、「レディー・ゴー!」収録）
- 絶対♥年下男子（2009年、「やわらかなキス」収録）
- 魅惑の王子様（2009年、「真夏のペンギン」収録）
- 原色ツンデレ男子。萌えカレ（2009年、「マイスイートハニー?」収録）
- 原色ツンデレ男子。純情カレシ（2010年、「ラブリーチ」収録）